# Daniele Contrini
Daniele Contrini (Garone Valtrompia, 15 d'agost del 1974) és un ciclista italià que fou professional entre el 1995 i el 2008.
La seva victòria més destacada fou una etapa de la Volta a Suïssa de 2006 i la Ruta Adélie de Vitré de 2005.

## Palmarès
- 1996
  - 1r del Giro de les Sis Comunes
- 1997
  - Vencedor d'una etapa de l'Olympia's Tour
  - Vencedor d'una etapa dels Quatre dies de Dunkerque
- 1998
  - 1r del Gran Premi Krka
- 2003
  - Vencedor d'una etapa de la Volta a Saxònia
- 2005
  - 1r de la Route Adélie
  - Vencedor d'una etapa del Tour de Picardia
- 2006
  - Vencedor d'una etapa de la Volta a Suïssa
- 2007
  - Vencedor d'una etapa de la Volta a Geòrgia

### Resultats al Giro d'Itàlia
- 1997. Abandona
- 2000. 106è de la classificació general
- 2002. Abandona (17a etapa)
- 2003. Abandona (10a etapa)
- 2007. 86è de la classificació general